# Doris Dörrie
Doris Dörrie (Hanover, 26 de maio de 1955) é uma cineasta, autora e produtora cinematográfica alemã.